# 克劳斯·科布施
克劳斯·科布施（德語：Klaus Kobusch，1941年3月15日—），德国男子自行车运动员。他曾代表德国联队、西德参加1964年和1968年夏季奥林匹克运动会自行车比赛，其中1964年奥运会获得一枚铜牌。